# Kamikaze Records
Kamikaze Records ist ein deutsches Independent-Label, welches 1997  in Georgsmarienhütte in Niedersachsen gegründet wurde. Das Label hat sich auf Surfmusik spezialisiert und unterhält mit Taifun Music Publishing einen eigenen Musikverlag. Von 1997 bis 2009 veröffentlichte das Label zudem ein Fanzine namens Banzai!.

## Labelgeschichte
Initialzündung für die Gründung des Labels war der Film Pulp Fiction, insbesondere der Soundtrack mit Musik von den Dick Dale & His Del-Tones, The Tornadoes und The Lively Ones. Die beiden Brüder Dieter und Frank Plaßmeyer gründeten daraufhin die Surfband Way Out West. In Ermangelung eines geeigneten Plattenlabels gründete man ein eigenes Label. Zunächst auf Eigenveröffentlichungen beschränkt, begann man weitere Bands in das Programm aufzunehmen. Neben Surf wird auch weitere Instrumentalmusik sowie Rockabilly auf dem Label veröffentlicht. Mit Taifun Music Publishing gründeten die beiden Brüder einen Musikverlag, der direkt mit der GEMA abrechnet, Radiostationen bemustert sowie ausländische Labels zu gewinnen versucht.
1997 gründete man zudem das Fanzine Banzai!, das es bis zur Einstellung 2009 auf insgesamt 18 Ausgaben brachte. In dem Fanzine wurde neben Surfmusik auch der Bereich Rockabilly abgedeckt. Ab der vierten Ausgabe wurde eine CD beigelegt.
Mittlerweile befindet sich der Firmensitz in Osnabrück.

## Bands und Künstler (Auswahl)
- Bambi Molesters
- Boozed
- Boss Martians
- The Hawaiians
- Carnival of Souls
- Groovie Ghoulies
- Leopold Kraus Wellenkapelle
- Los Banditos
- Los Twang! Marvels
- Montesas
- Razorblades
- Sin City Suckers
- Surfaholics
- Tiki Tiki Bamboooos
- Way Out West
- Yucca Spiders